# سیارک ۱۷۷۸۵۳
سیارک ۱۷۷۸۵۳ (به انگلیسی: 177853 Lumezzane، نامگذاری:2005PQ3) صد و هفتاد و هفت هزار و هشتصد و پنجاه و سومین سیارک کشف شده‌است که در ۵ اوت ۲۰۰۵ کشف شد.